# Solanum merrillianum
Solanum merrillianum là loài thực vật có hoa trong họ Cà. Loài này được Liou miêu tả khoa học đầu tiên năm 1935.